# Larbi Bourrada
Larbi Bourrada (in arabo العربي بورعدة‎?; Ouled Hedadj, 10 maggio 1988) è un multiplista e astista algerino.

## Biografia
Ha rappresentato l'Algeria ai Giochi olimpici estivi di Rio de Janeiro 2016, concludendo al quinto posto il concorso del Decathlon.

## Palmarès
| Anno | Manifestazione      | Sede           | Evento           | Risultato | Prestazione | Note                          |
| ---- | ------------------- | -------------- | ---------------- | --------- | ----------- | ----------------------------- |
| 2007 | Giochi panafricani  | Algeri         | Decathlon        | Bronzo    | 7349 p.     |                               |
| 2008 | Campionati africani | Addis Abeba    | Salto con l'asta | Argento   | 4,50 m      |                               |
| 2008 | Campionati africani | Addis Abeba    | Decathlon        | Oro       | 7574 p.     |                               |
| 2009 | Mondiali            | Berlino        | Decathlon        | 12º       | 8171 p.     | Record africano               |
| 2010 | Campionati africani | Nairobi        | Salto con l'asta | Argento   | 4,60 m      |                               |
| 2010 | Campionati africani | Nairobi        | Decathlon        | Oro       | 8148 p.     |                               |
| 2011 | Mondiali            | Taegu          | Decathlon        | 10º       | 8158 p.     |                               |
| 2011 | Giochi panafricani  | Maputo         | Salto con l'asta | Oro       | 5,00 m      | Miglior prestazione personale |
| 2012 | Campionati africani | Porto-Novo     | Salto con l'asta | dns       | dns         |                               |
| 2014 | Campionati africani | Marrakech      | Decathlon        | Oro       | 8311 p.     |                               |
| 2015 | Mondiali            | Pechino        | Decathlon        | 5º        | 8461 p.     |                               |
| 2016 | Giochi olimpici     | Rio de Janeiro | Decathlon        | 5º        | 8521 p.     |                               |
| 2017 | Mondiali            | Londra         | Decathlon        | dnf       | dnf         |                               |
| 2018 | Campionati africani | Asaba          | Decathlon        | Oro       | 8099 p.     |                               |
| 2019 | Giochi panafricani  | Rabat          | Salto con l'asta | Bronzo    | 4,70 m      |                               |
| 2019 | Giochi panafricani  | Rabat          | Decathlon        | Oro       | 7319 p.     |                               |
| 2022 | Campionati africani | Saint Pierre   | Decathlon        | Oro       | 7776 p.     |                               |
| 2023 | Mondiali            | Budapest       | Decathlon        | dnf       | dnf         |                               |
| 2024 | Campionati africani | Douala         | Decathlon        | Oro       | 7447 p.     |                               |